# SES (企業)
SES S.A.は人工衛星の保有、運用を行う多国籍企業。ルクセンブルク、ベッツドルフに本拠をおいており、ルクセンブルク証券取引所とユーロネクスト・パリにSESGのティッカーシンボルで上場している。
LuxX、CAC Mid 60、ユーロネクスト100などの株価指数にも選ばれている。
SESは売上高で世界第2位の情報通信衛星運用者で、52個の静止地上観測衛星を運用しており世界人口の99%が利用可能である。これらの衛星は民間、政府機関、TV放送、世界中に向けたラジオチャンネルなど通信サービスに提供されている。2011年末でSESの衛星はHDTV1200chを含む5200ch以上のTV、1000を超えるラジオ局、44の放送衛星プラットフォームを世界に放送している。
もともと1985年に欧州衛星会社(Société Européenne des Satellites)として設立され、2001年SESグローバルに改名、2006年にSESに改名した。
SESは世界の衛星通信事業の主要企業であり、多くの重要な産業開発の先駆者であり、DTH通信、無料地域放送や衛星の共同保有、デジタル放送、HDTVなどを先駆に取り入れている。2007年、SESは「今年の衛星運用者」に選ばれており、CEOのロマン・バウシュは2002年に「今年の衛星経営者」を受賞している。

## 企業
主な地域パートナー
- シエル・サテライト・グループ（英語版）(衛星共同保有) (70%)
- Quetzsat (49%)
- Yalive (35%)
- O3bネットワークス（英語版） (34%)
- ソラリスモバイル（英語版） (50%)

衛星サービス企業
- SESガバメント・ソリューションズ (100%)
- SESプラットフォームサービス（英語版） (100%)
- SESブロードバンド（英語版） (100%)
- ND SatCom (24.9%)
- TechCom Services (100%)
- HD+（英語版） (100%)

## サービス
運用会社と利益からSESは衛星伝送容量を確保し、軍用通信や政府用通信、メディア放送やビジネなどのための関連サービスを提供している。SES衛星はラジオからMPEG-2やMPEG-4のHDTVまでさまざまなフォーマットの電波を送信している。SESは欧州のDTH(直接伝送)市場開拓の主要企業で、アメリカでもケーブルテレビと放送衛星の主要企業である。
欧州ではSESはHDTVの導入の先駆者であり、HD readyの仕様とラベルでHDTV規格の定義に尽力した。アメリカでは、ケーブルフィードサービスとアメリカの最大の衛星ベースHDチャンネルプラットフォームであるHDプライムを導入した。SESは近年の試験放送開始で一時3DTVも試みている。
SESは海上と地上サービスが利用できない遠隔地の住宅ユーザーのための衛星によるブロードバンドインターネットアクセス、SESブロードバンドを提供している。
SESは政府機関にビデオ、インターネット、音声、データの配信のための衛星能力を政府に供給している。
SESは相乗り機器市場で活動しており、EGNOSやアメリカ政府向けなど政府や機関のために計画中・建設中の衛星の余分の空間を売却している。

## 歴史

### 初期
SESは1985年にルクセンブルク政府の支援と主導によって「Société Européenne des Satellites」として創立された。ルクセンブルクは主要株主を維持している。1988年、ヨーロッパの最初の民間衛星運用者としてSESはアストラ1AをAstra 19.2°Eに打ち上げた。ルパート・マードックのスカイテレビジョンはドイツの放送局プロジーベン、Sat.1、RTLグループがアストラの最初の顧客となった。
1990年からアストラは1400万のケーブル、DTH視聴者にむけて放送を行っていた。SESは相互バックアップを提供し、固定受信用パラボラアンテナが受信できるチャンネル数を増加させるために幾つかの衛星が同じ軌道位置を共有する同位置設置を先駆的に進めこれは「satellite neighbourhood」として知られるようになった。アストラのプライムスロットである東経19.2°は最大8つの衛星がこの位置を共有し、アストラの信頼性の定評構築に役立った。
ドイツ政府による1991年のパラボラアンテナ導入の自由化決定に助けられ、ドイツ市場は急速に成長しアストラの欧州市場で最大となった。この時SESは直接配信型衛星放送を提供する衛星システムで主導的位置を獲得し、このシステムは世界最大のTV配信用衛星プラットフォームとなった。
1996年、アストラ1Eが打ち上げられ、SESはCanal+とともにデジタル衛星放送に参入した。1998年、SESは英国市場向けに新しい軌道位置である東経28.2°にアストラ2Aを打ち上げ、最終的に英国とアイルランド向けの伝送容量をすべてこちらに移動させた。
同年、SESはルクセンブルク証券取引所にSESGの取引名で上場され、2005年にはパリユーロネクストにも上場している。

### 世界進出
1999年SESこれまでのヨーロッパ市場を超えて野心的な世界展開を始めた。地理的拡大は商用、通信企業、政府向けなどの通信サービスやブロードバンドアクセス、技術コンサルタントサービスをカバーするため、SESのTV放送のみを超えたサービス拡大と密接に関係して行われた。
1999年SESはアジア太平洋地域での足掛かりとして香港に基礎を置く衛星運用者であるアジアサット(AsiaSat)の34.13%の株式を取得した。1年後、SESはスカンジナビアの衛星放送ノルディック・サテライトAB(Nordic Satellite AB、NSAB)の50%の株式を取得し北部・東部欧州でのカバー範囲を拡大させた。同年SESはブラジルの衛星運用企業スター・ワン(Star One)の19.99%を獲得しラテン・アメリカにも進出した。
2001年SESはアルゼンチンのNahuelsatの28.75%を購入したほか、GE Americomを買収し重要な北アメリカ市場で確固たる立場を得た。これによってSESアストラとSESアメリコムの2事業体をもつSESグローバルが形成された。また、これによってSESは2001年当時世界最大の41機の静止衛星群を運用する企業となった。その後、2003年にNSABの保有比率を75%に増加させSESシリウスに改名、2005年にカナダの衛星運用者シエルとメキシコのQuetzSatの事業に参加、Nahuelsatから売却部門を取得した。
SESは2005年にサービス提供者Digital Playout Centre GmbH(現在のSESプラットフォームサービス)を買収し、2006年にはドイツの政府サービスプロバイダであったNDサットコムを買収、単一帯域幅供給を超えたサービスポートフォリオを開発した。また、2006年、SESはNew Skies Satellitesを獲得し、SESニュースカイズに変名、6つの衛星をSESの衛星群に加え、アジア、中東、アフリカでの放送範囲を拡大させた。
2007年SESは保有していたアジアサットとスターワンをゼネラル・エレクトリックとの合同業務に売却し、この合同業務もSESから売却された。
2008年SESはSESシリウスの保有比率を90%に引き上げ、2009年9月に2つの国際運営組織であるSESアメリコムとSESニュースカイスを統合し、SESワールド・スカイスとした。
2009年SESと中東の衛星運用者YahsatはYahsat 1Aの23Kuバンド中継機の商用化のため共同でYahLiveを創立し、中東、北アフリカ、西南アジアで直接配信型TVサービスを行うことを公表した。また、同年にはO3bネットワークスの世界の新興地域(“the Other 3 billion”)向けに高速、低遅延で網の目のように張り巡らされたインターネットブロードバンドを中継するため中軌道に衛星群を配置する計画に投資することを公表した。
2010年、SESはSESシリウスへの出資比率が100%になり、Protostar-2の買収を中止しSES-7と改名して、インドと南東アジアをカバーする衛星群に統合した。

### 近年
2011年5月、SESは日常業務ならびに取締役会の意思決定の準備のために責任を持つ執行委員会のもと、当時子会社であったSES アストラとSES・ワールド・スカイスを統合するため、新たな「合理化された」管理組織のもとで運営していたと発表した。SES執行委員会には、社長でCEOのRomain Bausch、最高財務責任者のAndrew Browne、技術責任者のMartin Halliwell、広告責任者のFerdinand Kayser、開発責任者のGerson Soutoらが含まれていた。9月、SESは統一されたの経営陣と企業名の下での組織活動の合理化のために企業は再編され、再命名され、2つの傘下企業、SES アストラとSES・ワールド・スカイスを飲み込んだ。
2011年8月、アストラ1N衛星がAstra 28.2°Eと呼ばれる衛星位置に打ち上げられ、9月にQuetzSat-1が77°Wの位置に打ち上げられた。
2012年2月SES-4の打ち上げに成功し、SESの衛星群の中で最大・最重で最も能力の高い50個目の衛星となった。
2012年7月、SES-5がバイコヌール宇宙基地から東経5°に打ち上げられ51番目のSESの衛星になった。サハラ以南のアフリカや北欧、バルト地域などをカバーするために36Kuバンド中継機をもち、ヨーロッパ、アフリカ、中東向けに28帯Cバンド中継機が乗せられている。
2012年9月、アストラ2Fがギアナ宇宙センターから打ち上げに成功し、3機が予定される「次世代」衛星の1台目として東経28.2°の第2アストラ軌道に投入された。衛星はヨーロッパ全域、北アイルランド、サハラ以南のアフリカにDTHテレビ放送が行えるKuバンドとSESブロードバンド衛星の中央ヨーロッパのインターネットサービス向けKaバンドが利用できる。

## 今後の打ち上げ
| 衛星名   | 予定日          | 軌道位置 | 周波数帯 | カバー範囲 |
| -------- | --------------- | -------- | -------- | --- |
| SES-6    | 2013年第1四半期 | 319.5°E  | C, Ku    | 北アメリカ、ラテンアメリカ、大西洋、カリブ海、ヨーロッパNorth America, Latin America, Atlantic, Caribbean, Europe |
| Astra 5B | 2013年第2四半期 | 31.5°E   | Ku, Ka   | ヨーロッパ、ロシア、CIS                                                                                           |
| Astra 2E | 2013年第2四半期 | 28.2°E   | Ku       | イギリス、ヨーロッパ、中東                                                                                        |
| SES-8    | 2013年第2四半期 | 95°E     | Ku       | 南アジア、アジア太平洋                                                                                            |
| Astra 2G | 2014年第1四半期 | 28.2°E   | Ku       | イギリス、ヨーロッパ、西アフリカ                                                                                  |
| SES-9    | 2015年          | 108.2°E  | Ku       | 南アジア、アジア太平洋                                                                                            |

## 註
1. 1 2 3 4 5 6  “Annual Report 2010” (PDF).   SES. 2012年12月17日閲覧。
2. ↑  Peter B. de Selding (2011年8月1日). “SES Signs up Gilat as Ka-band Partner”.   Space News. 2011年9月22日閲覧。
3. 1 2 3  SES Global Connections via Satellite. (September, 2011). Company brochure
4. ↑  “SES CONFIRMS SATELLITE LEADERSHIP IN TV CHANNEL CARRIAGE AND HIGH DEFINITION TRANSMISSION” (Press release). SES. 3 February 2012.
5. 1 2 3 4 5  High Above – The untold story of Astra, Europe’s leading satellite company Broadgate Publications April 2010
6. ↑  “SES in the 07th heaven”.   Paperjam.lu (2007年9月7日). 2009年9月10日閲覧。
7. ↑  “Romain Bausch consacré "Satellite Executive of the Year"” (French).   Paperjam.lu (2002年2月5日). 2009年9月10日閲覧。
8. ↑  http://www.broadbandtvnews.com/2010/04/21/astra-offially-announces-3d-channel/
9. ↑  http://www.spacedaily.com/reports/SES_WORLD_SKIES_To_Host_Extensive_3D_TV_Tests_999.html
10. ↑  ASTRA2Connect provides a broadband connection wherever you live ASTRA2Connect website. Retrieved 24 September 2011
11. ↑  http://www.orbital.com/NewsInfo/Publications/HostedPayload_Factsheet.pdf
12. ↑  http://www.gpsworld.com/gnss-system/augmentation-assistance/news/ses-astra-awarded-second-navigation-payload-egnos-9392
13. ↑  “SES, SSC To Acquire Swedish NSAB”.   Cable & Satellite Europe (2001年12月). 2000年7月31日閲覧。 エラー: 閲覧日がウィキペディアの設立以前の日付です。（説明）
14. ↑  “More Than Space Allows”.   Cable & Satellite Europe (2001年12月). 2011年9月23日閲覧。
15. ↑  “SES GLOBAL Increases Stake In NSAB To 75%”.   Business Wire (2003年12月15日). 2011年9月25日閲覧。
16. ↑  “SES ASTRA increases shareholding in ND SatCom to 100%” (Press release). ND Satcom. 24 May 2006.
17. ↑  “SES Completes New Skies Acquisition”.   Space Business Review (2006年3月). 2011年9月24日閲覧。
18. ↑  “AsiaSat Announces New Major Shareholder GE” (PDF) (Press release). AsiaSat. 2 April 2007.
19. ↑  “SES Increases Ownership In SES SIRIUS To 90 Percent” (Press release). SES. 31 January 2008.
20. ↑  “SES re-brands international divisions”.   Rapidtvnews.com (2009年9月7日). 2009年9月10日閲覧。
21. ↑  “SES ASTRA AND YAHSAT START MIDDLE EAST SATELLITE COMPANY” (Press release). SES Astra. 20 April 2009.
22. ↑  “SES offers cash to back internet satellite project”. Financial Times (2009年1月31日). 2009年9月10日閲覧。
23. ↑  “SES ASTRA TAKES FULL OWNERSHIP OF SES SIRIUS” (Press release). SES. 5 March 2010.
24. ↑  http://www.euroinvestor.co.uk/news/story.aspx?id=11042465&bw=20100505005708
25. 1 2  “SES OPERATES UNDER NEW MANAGEMENT STRUCTURE” (Press release). SES. 2 May 2011.
26. ↑  “New logo and brand identity presented at IBC in Amsterdam” (Press release). SES. 9 September 2011.
27. ↑  “ASTRA 1N ROARS INTO SPACE ON BOARD ARIANE 5” (Press release). SES. 7 August 2011.
28. ↑  QuetzSat-1 successfully launched – ILS, QuetzSat-1 successfully launched at Baikonur cosmodrome, ILS – 29 September 2011.
29. ↑  “50th。 SES SPACECRAFT IN ORBIT AFTER SUCCESSFUL ILS PROTON LAUNCH” (Press release). SES. 15 February 2012.
30. ↑  “SES-5 TO PROVIDE FRESH SATELLITE CAPACITY IN MULTIPLE FREQUENCY BANDS TO EUROPE, AFRICA AND THE MIDDLE EAST” (Press release). SES. 10 July 2012.
31. ↑  “SES SUCCESSFULLY LAUNCHES ASTRA 2F SATELLITE” (Press release). SES. 1 October 2012. 2012年10月1日閲覧.